# Kedaton (Peninjauan)
Kedaton is een bestuurslaag in het regentschap Ogan Komering Ulu van de provincie Zuid-Sumatra, Indonesië. Kedaton telt 3299 inwoners (volkstelling 2010).